# Auzouville-sur-Ry
Auzouville-sur-Ry là một xã thuộc tỉnh Seine-Maritime trong vùng Normandie miền bắc nước Pháp.

## Huy hiệu
| Arms of Auzouville-sur-Ry | The arms of Auzouville-sur-Ry are blazoned: Argent, a bend sinister azure voided of the field and charged with the motto "chante et pleure" sable, between, in chief 2 leopards azure and in base a water-bouget azure voided of the field. (the charge in base is a 'chantepleure' in French and this is canting arms.) |

## Dân số
| Năm | 1962 | 1968 | 1975 | 1982 | 1990 | 1999 | 2006 |
| --- | ---- | ---- | ---- | ---- | ---- | ---- | ---- |
| Dân số | 408  | 428  | 431  | 510  | 601  | 577  | 616  |
| From the year 1962 on: No double counting—residents of multiple communes (e.g. students and military personnel) are counted only once. |      |      |      |      |      |      |      |